# برین نولدن
برین نولدن (انگلیسی: Bryn Knowelden؛ ۲۷ ژوئن ۱۹۱۹ – ۱۶ آوریل ۲۰۱۰) بازیکن فوتبال و راگبی ۱۳ نفره اهل انگلستان بود. 